# Église Notre-Dame-du-Signe de Vilnius
 (septembre 2024).
L'Église Notre-Dame du Signe (en russe : Знаменская церковь ; en lituanien : Dievo Motinos ikonos „Ženklas iš dangaus“ cerkvė) est une église orthodoxe de Vilnius, construite en 1903 appartenant au diocèse orthodoxe russe de Lituanie,,.

## Histoire
L'idée de construire une nouvelle église orthodoxe à Vilnius est venue de la Confrérie orthodoxe du Saint-Esprit, qui a également organisé une collecte de fonds dans tout l'Empire russe. L'église, construite dans le style néo-byzantin le plus populaire, a été consacrée en 1903 par  l'archevêque orthodoxe de Vilnius,. Il ouvrit également une école pour les enfants pauvres et une bibliothèque qui devaient être gérées par le clergé de l'église. Afin de commémorer ce jour, il a offert à la paroisse nouvellement établie une copie de l'icône de Notre-Dame du Signe de Koursk.
Contrairement à de nombreuses autres églises orthodoxes de Vilnius, l'église n'a pas été fermée pendant la Première Guerre mondiale, ni pendant la Seconde Guerre mondiale. Le gouvernement soviétique a accepté de l'enregistrer comme église paroissiale en 1948. Avant 1956, l'église fut pillée à plusieurs reprises, perdant une partie des icônes de l'iconostase originale qui dut être remplacée par une autre plus simple. L'église a été entièrement restaurée à l'intérieur et à l'extérieur en 2009.

## Galerie

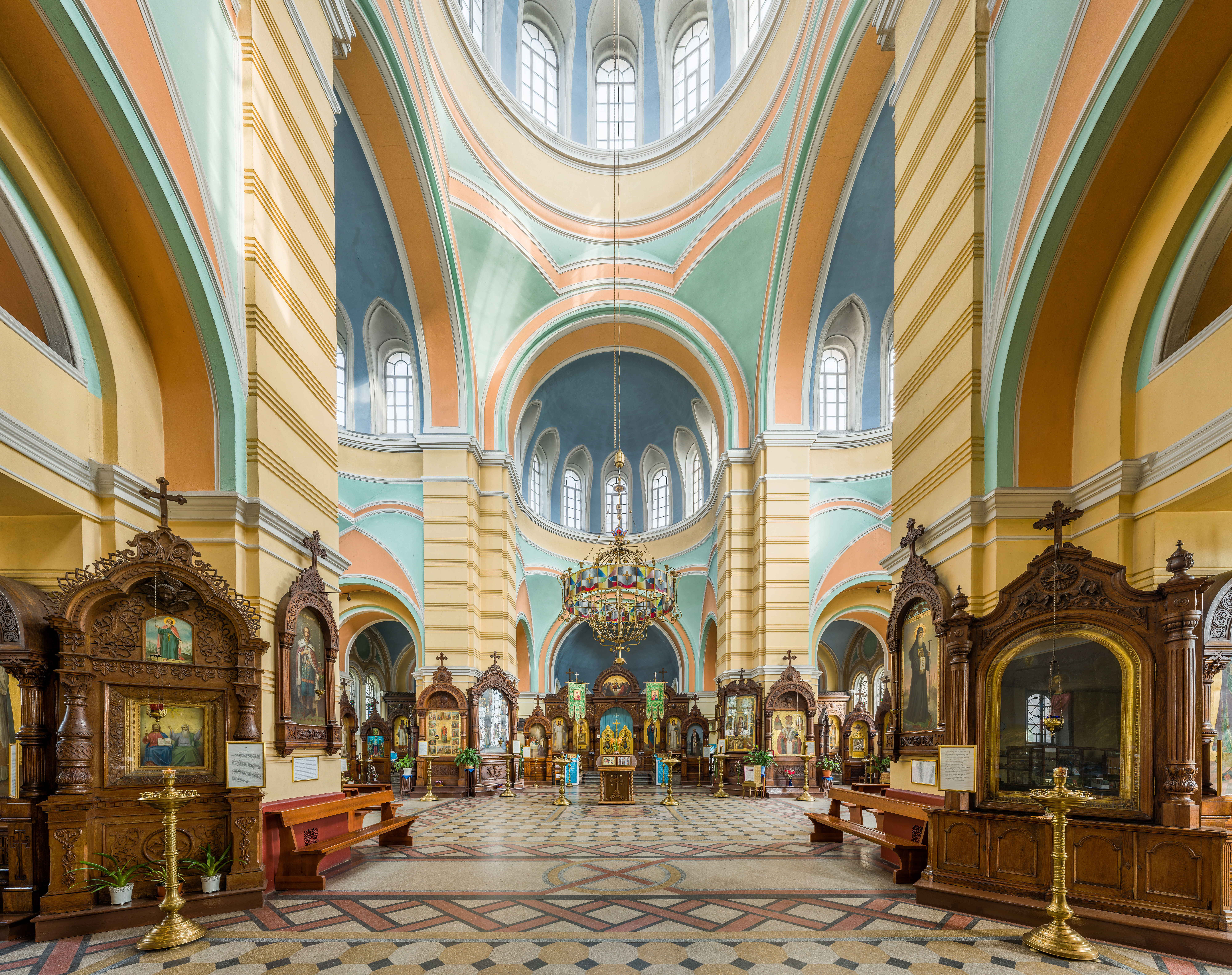
Intérieur
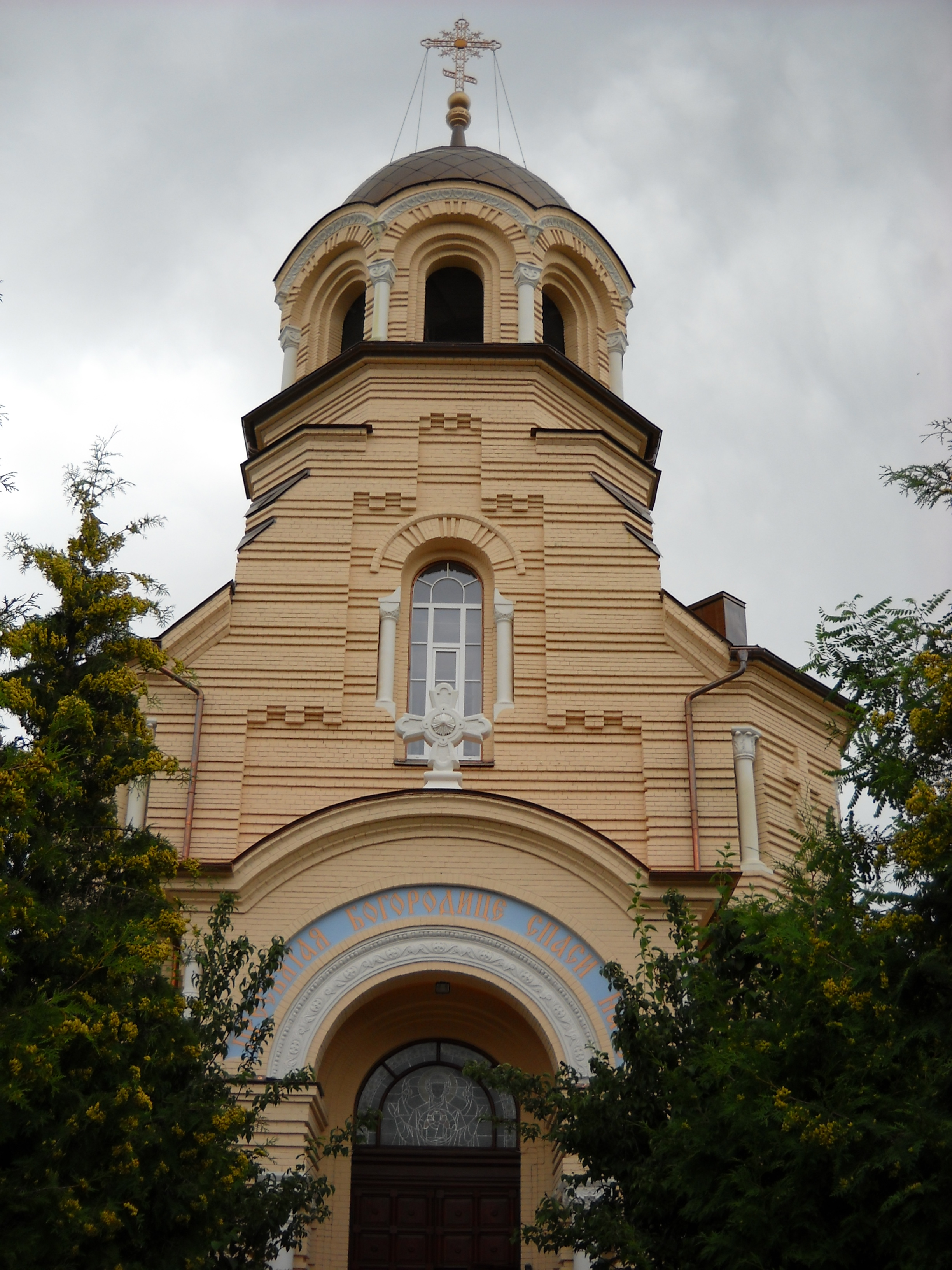
Façade
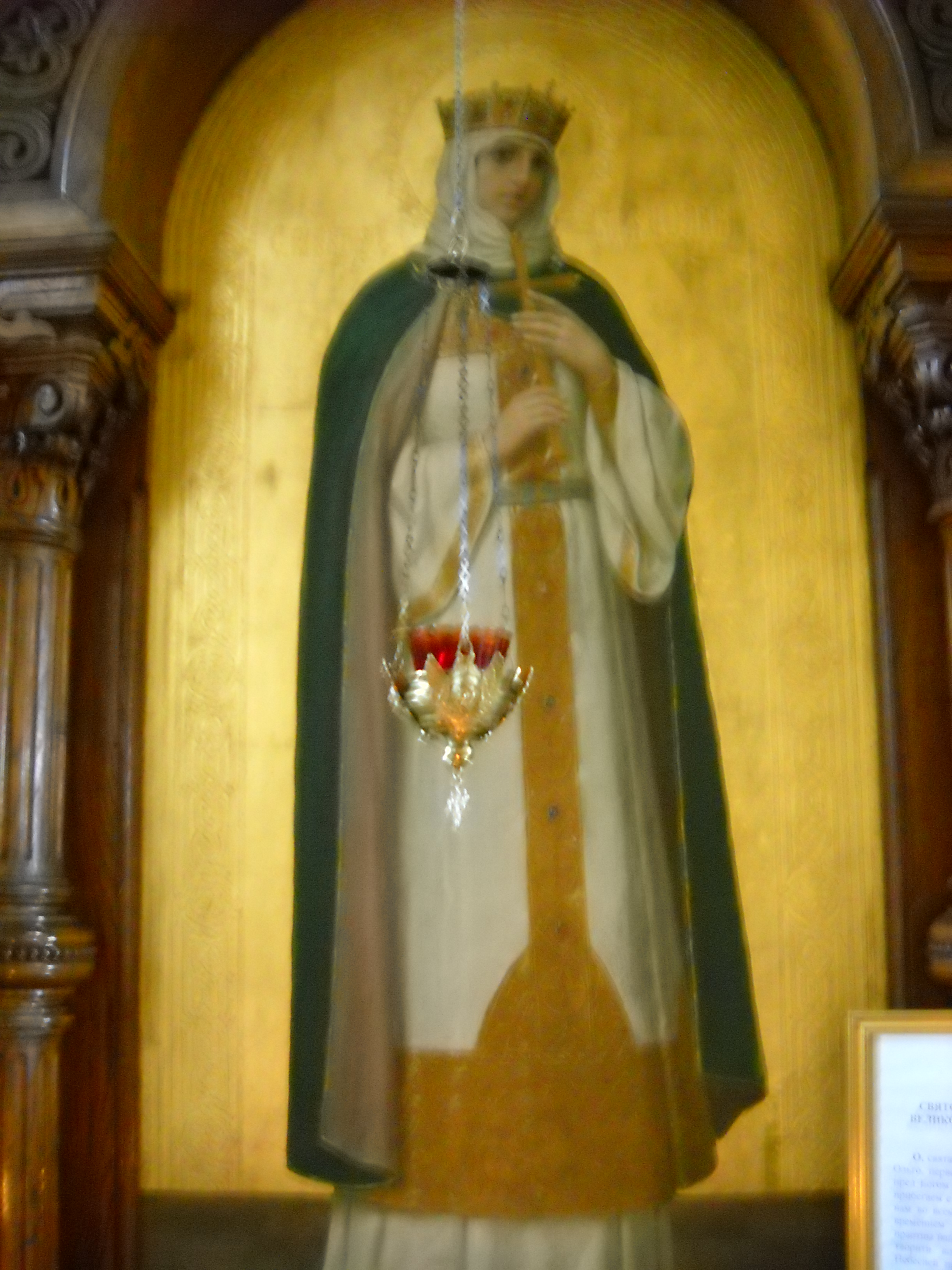
Icône de Sainte Olga
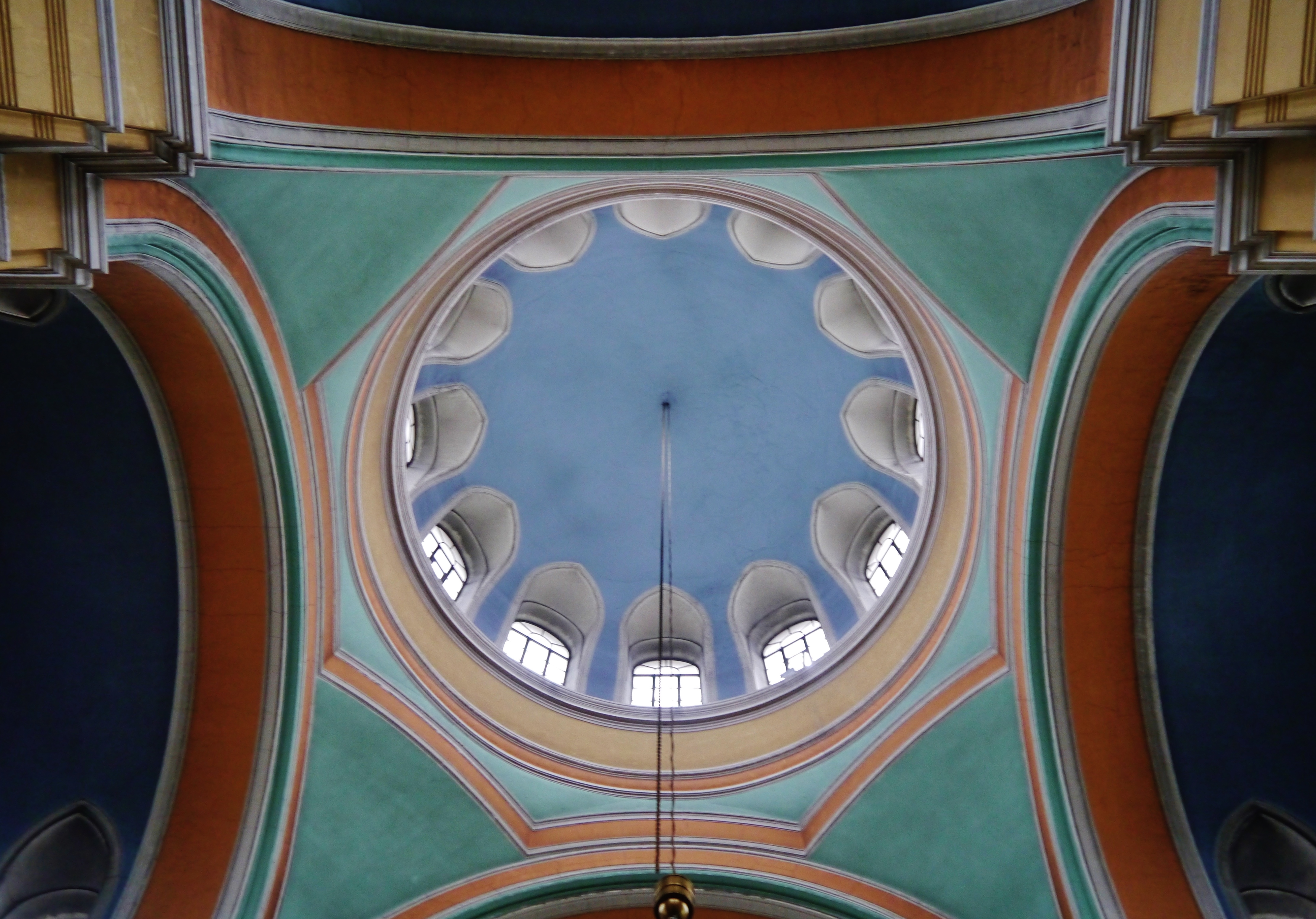
Dôme